# Bernhard Weber (Politiker)
Bernhard „Bernie“ Weber (* 6. Mai 1963 in Bregenz) ist ein österreichischer Politiker (GRÜNE), Musiker und Kommunikationsberater. Weber wurde als Frontmann der Bands Never Do Well, Twist of Fate sowie zuletzt Schellinski bekannt. Seit 6. November 2019 ist er für die Vorarlberger Grünen Abgeordneter zum Vorarlberger Landtag.

## Ausbildung und Beruf
Bernhard Weber wurde am 6. Mai 1963 in der Vorarlberger Landeshauptstadt Bregenz geboren und besuchte die Volks- und Hauptschule in seiner Heimatgemeinde Altach im Vorarlberger Rheintal. Von 1974 bis 1979 besuchte er das katholische Studieninternat Marianum am Bundesgymnasium Gallusstraße in Bregenz, wo er allerdings kurz vor der Matura seine Schullaufbahn abbrach. Nach dem Schulabbruch wurde Weber zunächst hauptberuflich Briefträger bei der österreichischen Post in seiner Heimatgemeinde, wo er allerdings 1982, als ihm die Filialleitung einer Postfiliale angeboten wurde, kündigte. Anschließend verwaltete er gemeinsam mit einem Freund einen landwirtschaftlichen Betrieb in Rankweil, ehe er 1983 der Einberufung zum Präsenzdienst beim österreichischen Bundesheer Folge leistete. Von 1983 bis 1986 war er Mitarbeiter der Nachbaur GmbH in Altach, danach bis 1988 in der J. Kuster-Schweizer AG Embroidery and Textile Production tätig.
1988 entschied sich Bernhard Weber zu einer Karriere als Berufsmusiker mit seiner damaligen Band Never Do Well. Unter Anleitung des Vorarlberger Konzertveranstaltungs-Pioniers Josef Ess, der die Band zur Veröffentlichung eines ersten Musikalbums überredete, spielte Weber in den Folgejahren hauptberuflich als Musiker. Daneben arbeitete er zeitweise in Ess’ Konzertagentur mit, von 1996 bis 2000 war er zudem im Musikladen Rankweil als Mitarbeiter tätig. Im Jahr 2000 folgte dann der Wechsel in die Werbebranche, als Bernhard Weber in der Werbeagentur eines Freundes in Dornbirn einstieg und Kundenberater in der Werbung im Bereich Events, Messen und Veranstaltungen wurde. 2002 wurde er Geschäftsführender Gesellschafter der Ricquebourg Kommunikationsagentur OG, die 2012 in den heutigen Agenturnamen „Weber, Mathis + Freunde“ umbenannt wurde.

## Musikalische Karriere

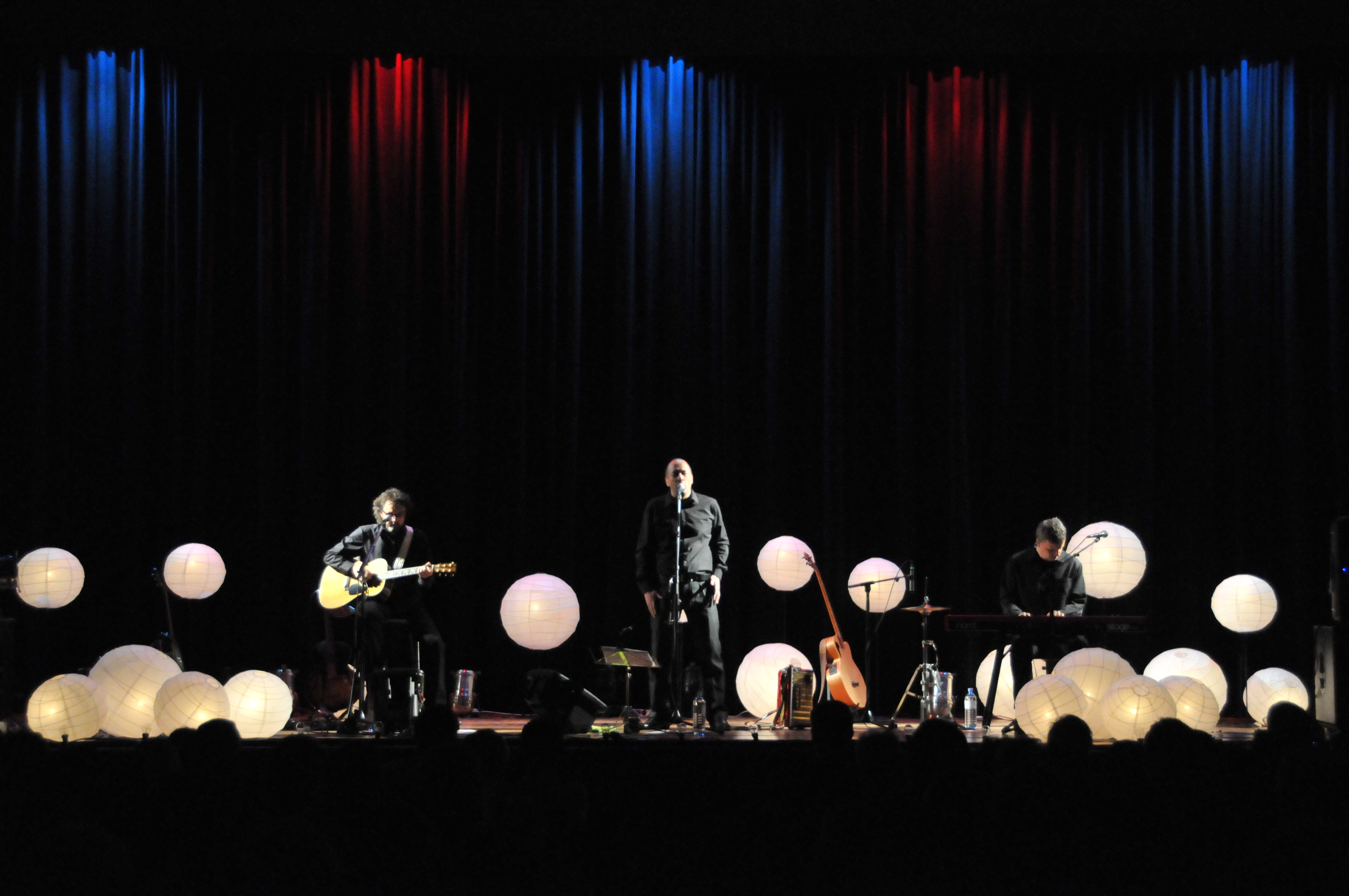
Weber mit der Band Schellinski bei einem Auftritt in Altach 2011

Die erste Band gründete Bernhard Weber Anfang 20 unter dem Bandnamen Never Do Well. Das musikalische Genre der Band entwickelte sich zu einer Bluesband, die nach kurzer Zeit bereits mehr als hundert Konzerte pro Jahr spielte. 1990 gründete er die Country-/Folk-Rockband Twist of Fate, mit der er besonders bekannt wurde. So trat die Band etwa am Open Air St. Gallen sowie am 14. Juni 1991 in der Olympiahalle Innsbruck als Vorband von Bob Dylan auf. Twist of Fate brachte in den acht Jahren ihres Bestehens sieben CDs heraus und absolvierte über 700 Auftritte. Als Nachfolgeband von Twist of Fate gründete Weber gemeinsam mit anderen ehemaligen Bandmitgliedern Anfang der 2000er-Jahre die Dialekt-Band Schellinski, die bislang vier Musikalben veröffentlichte.

## Politischer Werdegang
Bereits Anfang der 1990er-Jahre wurde Weber erstmals auf ein politisches Engagement angesprochen, musste damals aber nach eigener Aussage wegen Zeitmangels absagen. Im Vorfeld der Gemeindevertretungswahl 2015 wurde er aber vom damaligen Grünen Nationalratsabgeordneten Harald Walser für die Altacher Grünen angeworben. Er kandidierte bei der Wahl für die Bürgerliste Altach + Die Grünen und wurde in die Gemeindevertretung gewählt. Er ist Fraktionsobmann der Altacher Grünen in der Gemeindevertretung.
Bei der Landtagswahl 2019 kandidierte Bernhard Weber für die Vorarlberger Grünen auf dem fünften Platz der Grünen Liste im Wahlbezirk Feldkirch. Nachdem die Grünen dort zwei Grundmandate erreichen konnten und die vor ihm gereihten Landesregierungsmitglieder Johannes Rauch und Katharina Wiesflecker sowie die in den Nationalrat gewählte Nina Tomaselli auf ihre Mandate verzichtet hatten, erreichte Weber über die Feldkircher Bezirksliste ein Mandat im Vorarlberger Landtag. Am 6. November 2019 wurde er in der konstituierenden Sitzung des Landtags der 31. Legislaturperiode als Abgeordneter angelobt. Im Landtagsklub der Grünen hat er die Zuständigkeit als Bereichssprecher für Wirtschaft, Raumplanung, Kunst, Kultur und Medien, Gemeinden und Gemeindekooperationen sowie Demokratie und Bürgerbeteiligung.

## Privatleben
Bernhard Weber ist verheiratet und Vater von fünf Kindern. Er lebt mit seiner Familie in Altach.